# Alex O'Brien
Alex O'Brien (Amarillo, 7 marzo 1970) è un ex tennista statunitense.

## Biografia
Si laurea nel 1992 alla Stanford University, nel periodo universitario ha conquistato quattro titoli NCAA, tre in singolo e uno in doppio.

Con la moglie Meg ha avuto una figlia, Lauren, nata il 15 settembre 2008.

## Carriera
Giocatore specializzato nel doppio, in questa disciplina gioca trentatré finali vincendone tredici. Sono ben quattro le finali dello Slam giocate in carriera, con un'unica vittoria agli US Open 1999. Nel maggio del 2000 raggiunge la testa della classifica e la mantiene per quattro settimane.

In singolare raggiunge come massimo risultato la trentesima posizione nel 1997 e conquista solo un titolo a New Haven nel 1996.

In Coppa Davis gioca in totale sette match, con 2 vittorie e cinque sconfitte.

## Statistiche

### Singolare

#### Vittorie (1)
| Legenda                   |
| Grande Slam (0)           |
| ATP World Tour Finals (0) |
| ATP Masters 1000 (0)      |
| ATP World Tour 500 (1)    |
| ATP World Tour 250 (0)    |

| N  | Data           | Torneo                      | Superficie | Avversario in finale | Punteggio   |
| 1. | 19 agosto 1996 | Pilot Pen Tennis, New Haven | Cemento    | Jan Siemerink        | 7–6(4), 6-4 |

## Finali nei tornei del Grande Slam

### Doppio

#### Vittorie (1)
| Anno | Torneo  | Superficie | Partner          | Avversari in finale          | Punteggio   |
| 1999 | US Open | Cemento    | Sébastien Lareau | Mahesh Bhupathi Leander Paes | 7–6(7), 6–4 |

#### Finali perse (3)
| Anno | Torneo              | Superficie | Partner          | Avversari in finale            | Punteggio          |
| 1995 | US Open             | Cemento    | Sandon Stolle    | Todd Woodbridge Mark Woodforde | 3–6, 3–6           |
| 1996 | Australian Open     | Cemento    | Sébastien Lareau | Stefan Edberg Petr Korda       | 5–7, 5–7, 6–4, 1–6 |
| 1997 | Australian Open (2) | Cemento    | Sébastien Lareau | Todd Woodbridge Mark Woodforde | 6–4, 5–7, 5–7, 3–6 |